# 里奇鎮區 (密蘇里州卡羅爾縣)
里奇鎮區（英語：Ridge Township）是位於美國密蘇里州卡羅爾縣的一個行政鎮區。

## 地方資料
里奇鎮區的面積為91.68平方千米，當中陸地面積為91.58平方千米，而水域面積為0.10平方千米。根據2020年美國人口普查的數據，當地共有人口220人，而人口密度為每平方千米2.4人。